# Этнографический музей (Сочи)
Этнографический музей — культурно-просветительское учреждение в микрорайоне Лазаревское Лазаревского района города Сочи, Краснодарский край, Россия.
Здание музея постройки начала XX века (до 1914). Сначала это был открытый в 1986 этнографический отдел Музея Истории города-курорта Сочи.
Музей открыт 1 мая 1990.
В нем отражены культура и быт адыгов, этнические процессы современного Сочи.
Его общая экспозиционная площадь составляет около 300 м².